# Giulia Lotto
Giulia Lotto (Vicenza, 13 gennaio 1991) è un'ex calciatrice italiana, di ruolo centrocampista.
Nel luglio del 2008 ha vinto gli Europei di categoria con la nazionale italiana Under-19, giocando due partite nella fase finale .

## Carriera
Partecipa alla trionfante spedizione azzurra, nel 2008, agli Europei under 19 con la Nazionale Italiana.
Nel 2017, dopo una parentesi di un anno con il Vicenza Calcio Femminile, si ritira definitivamente dal mondo del calcio.

## Palmarès

### Nazionale
- Campionato d'Europa under 19: 1

2008